# Plonévez-Porzay
Plonévez-Porzay é uma comuna francesa na região administrativa da Bretanha, no departamento Finisterra. Estende-se por uma área de 29,18 km². Em 2010 a comuna tinha 1 805 habitantes (densidade: 61,9 hab./km²).